# Mícrotron
O mícrotron é um tipo de acelerador de partículas. Mais especificamente, o mícrotron é um acelerador de elétrons que utiliza cavidades ressonantes como elementos de aceleração. As cavidades são alimentadas com campos eletromagnéticos na região de radiofrequência (RF).
Trata-se de um acelerador recirculado, ou seja, os elétrons são guiados por campos magnéticos e descrevem várias órbitas. A cada órbita os elétrons passam pelas mesmas cavidades ressonantes, ganhando mais energia a cada passagem.

## Mícrotron clássico
O mícrotron clássico foi inventado por Vladimir Veksler, em 1944 Era composto por um único eletroímã, no qual a direção do campo magnético é perpendicular à trajetória dos elétrons. Imerso neste campo magnético encontrava-se a cavidade ressonante e o emissor de elétrons.

### Princípio de funcionamento
Em seu artigo , Veksler comenta que o método da aceleração ressonante usado por Ernest Lawrence no acelerador cíclotron não poderia ser aplicado para elétrons, pois em função de sua pequena massa, os elétrons atingiriam velocidades relativísticas mesmo com pequenas energias, ocasionando a perda do sincronismo entre os elétrons e o campo elétrico acelerador.  

O tempo (período) que uma partícula carregada leva para percorrer uma órbita em um campo magnético uniforme (como aquele apresentado na figura 1) é: 
{\displaystyle T={\frac {2\pi m}{eB}}={\frac {2\pi E}{eBc^{2}}}}          (1) 
onde : 
- {\displaystyle e} é a carga do elétron;

Figura 1: Mícrotron clássico

- {\displaystyle B} é o campo magnético perpendicular à trajetória da partícula;
- {\displaystyle E} é a energia total = {\displaystyle (mc^{2})}
- {\displaystyle m} é a massa relativística = {\displaystyle ({\frac {m_{0}}{\sqrt {1-v^{2}/c^{2}}}})}

Considerando-se que: 
{\displaystyle E=E_{0}+E_{i}+n\Delta E}
onde: 
- {\displaystyle E_{0}} é a energia de repouso;
- {\displaystyle E_{i}} é a energia de injeção;
- {\displaystyle \Delta E} é o ganho de energia após cruzar a cavidade ressonante;
- {\displaystyle n} é um inteiro.

Portanto o período torna-se:  
{\displaystyle T={\frac {2\pi (E_{0}+E_{i}+n\Delta E)}{eBc^{2}}}}

Figura 2: Mícrotron racetrack

No caso de prótons, que possuem uma energia de repouso {\displaystyle E_{0}} igual a 938.3 MeV, o ganho {\displaystyle n\Delta E}  é desprezível, portanto {\displaystyle T} permanece constante. Para elétrons, que possuem energia de repouso de 0,511 MeV, não podemos desprezar {\displaystyle n\Delta E}, mas o que Veksler mostra é que, embora o tempo entre as órbitas variasse, a diferença de tempo, {\displaystyle \Delta T}, entre duas órbitas sucessivas era constante:
{\displaystyle \Delta T=T_{n+1}-T_{n}={\frac {2\pi \Delta E}{eBc^{2}}}}
Note que {\displaystyle \Delta T} é independente da energia da partícula.
Assim para obtermos a condição de aceleração ressonante, é necessário ajustar {\displaystyle \Delta E} e {\displaystyle B} de forma que tenhamos:
{\displaystyle b\tau ={\frac {2\pi \Delta E}{eBc^{2}}}}
e a condição inicial referente à primeira órbita:
{\displaystyle T_{1}=a\tau ={\frac {2\pi (E_{0}+E_{i}+\Delta E)}{eBc^{2}}}}

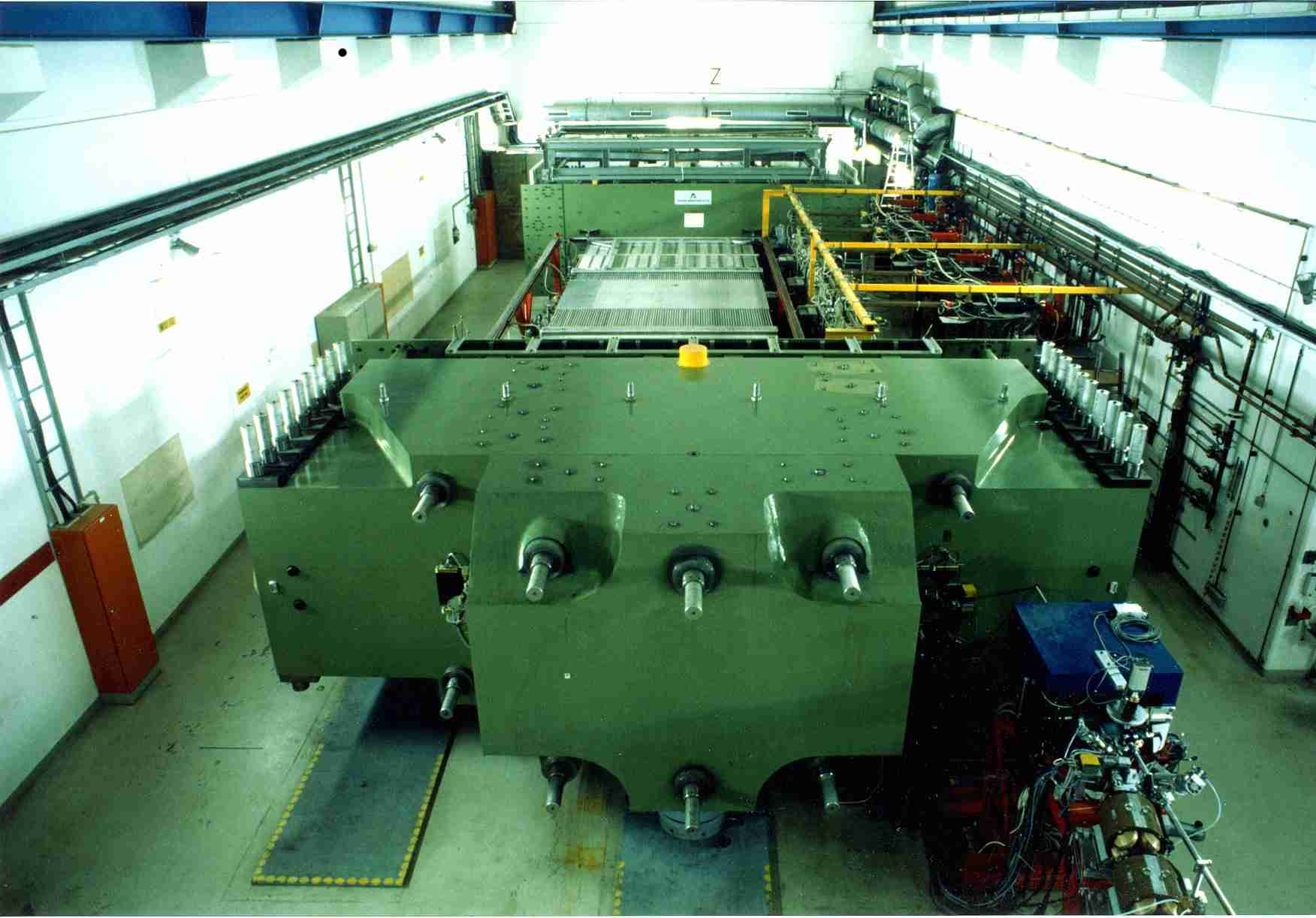
Figura 3: Mícrotron racetrack da Universidade de Mainz, Alemanha

As duas últimas equações são as condições para ressonância, onde: {\displaystyle \tau } é o período da RF, {\displaystyle b} é um inteiro maior que zero e {\displaystyle a} é um inteiro diferente de um e zero.
Em termos físicos isto significa que, após cada aceleração, o tempo que o elétron leva para percorrer a órbita aumenta de um múltiplo do período da RF.

## Mícrotronracetrack
O mícrotron clássico apresentava várias limitações, como por exemplo:
- baixa intensidade de corrente, pois os elétrons usualmente provinham da própria cavidade acelerador, por emissão de campo;
- baixa energia final, uma vez que, para manter o raio da primeira órbita grande o suficiente para acomodar o canhão de elétrons e a cavidade aceleradora, o campo magnético não podia ser muito intenso, o que implicava num eletroímã muito grande e custoso, para se atingir energias acima de 10 MeV;
- dificuldades na injeção dos elétrons com baixas energias, pois a cavidade aceleradora ficava imersa no campo magnético principal.

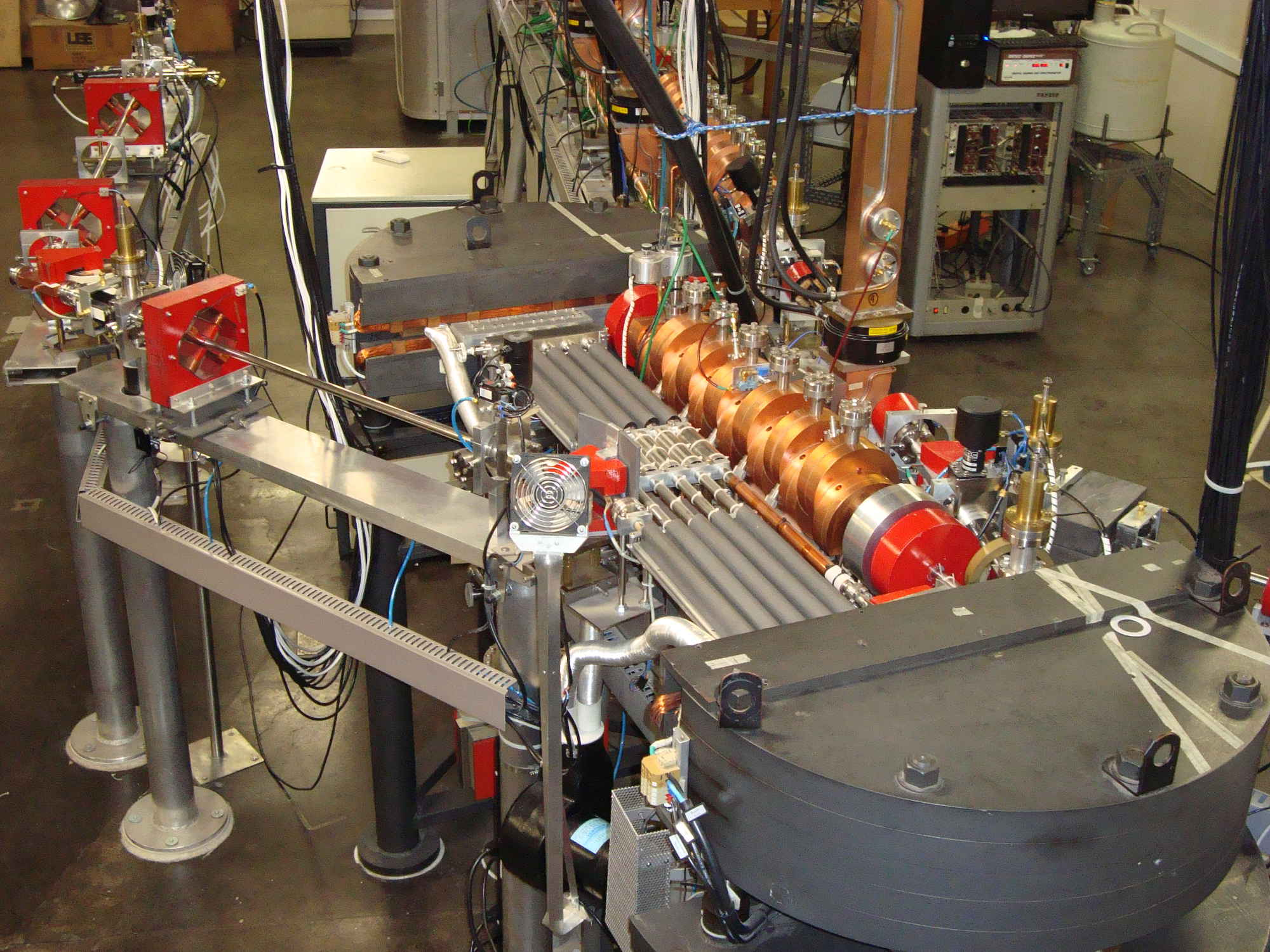
Figura 4: Mícrotron racetrack do Instituto de Física da USP

A resposta a estas limitações veio na forma da divisão do eletroímã, possibilitando a colocação da cavidade ressonante em uma região livre de campo magnético e facilitando a injeção dos elétrons. Em 1967, Wiik e Wilson propuseram um projeto mais versátil, o mícrotron racetrack com dois eletroímãs, sendo que entre eles situava-se um conjunto de cavidades ressonantes conhecido como estrutura aceleradora, figura 2.
As condições básicas para aceleração ressonante neste tipo de mícrotron são idênticas àquelas do mícrotron clássico acrescidas de um parâmetro referente à distância de separação entre os eletroímãs.
O maior microtron racetrack encontra-se na Universidade de Mainz, na Alemanha, figura 3. No Brasil, foi construído um mícrotron racetrack no Instituto de Física da Universidade de São Paulo, figura 4.